# Maria Martínez Abelló
Maria Martínez Abelló, també coneguda com a madama Abelló (Barcelona, ca. 1700 - ca. 1815), fou una salonnière, és a dir, escriptora il·lustrada catalana.

## Biografia
Durant el segle xviii, les salonnières van continuar la tasca que en el segle anterior havien fet les anomenades batxilleres o precioses, dones atretes pel món de la cultura, interessades en la seva formació intel·lectual, i que van aprendre a parlar amb loquacitat. Aquestes dames van organitzar i participar en els salons il·lustrats, moltes vegades a casa seva, formant cercles literaris i acadèmics. Aquests salons van ser importants a nivell cultural, polític i feminista. El desenvolupament del pensament il·lustrat en la segona meitat del segle, que posava en qüestió l'organització política i social existent, també va obrir la possibilitat de repensar la condició de les dones en la societat. La creixent contribució de les dones als diaris de l'època com a escriptores, poetes, etc., dona la mida de la creixent importància que van anar adquirint les dones en la societat catalana i espanyola del segle xviii, i també la importància que elles mateixes van donar a la seva participació en els diaris. Segons les dades que tenim, moltes d'aquestes dones van publicar freqüentment en diversos diaris, concentrant-se en el període entre 1785 i 1805.
Una d'aquestes dones va ser la barcelonina Maria Martínez Abelló, coneguda com a madama Abelló o madama Martínez Abelló, que va viure l'esplendor cultural de la Il·lustració, com a salonnière, com a escriptora de teatre i com a poeta. Va escriure la comèdia Entre los riesgos de amor sostenerse con honor, o La Laureta (1800), en què utilitzà per a l'argument el conte Laurette (1761) de Jean-François Marmontel. També va escriure la tragèdia, en quatre actes, La Estuarda, es pensa que inspirant-se en una obra estrangera, probablement britànica. Se sap que totes dues obres es van representar en els teatres de Barcelona, potser a la casa de les Comèdies de la ciutat. Les dues obres tenen una protagonista femenina, la qual cosa ja indica un punt de vista diferent del masculí.
Madama Abelló també va veure diversos dels seus poemes publicats en la premsa de l'època. Per exemple, els poemes dedicats a una altra poeta, Maria Gertrudis Hore. Es diu que Abelló va ser la seva primera lectora pública. Hore va escriure un poema anònim que va ser publicat en el Diari de Barcelona el mes de desembre de 1798. A madama Abelló li va impactar i li va contestar amb un altre poema que es va publicar aproximadament un mes més tard. En el seu poema, madama Abelló mostra la seva fascinació pel poema de Maria Gertrudis Hore i demana conèixer-ne la identitat.
Va publicar altres poemes, sobretot en el Diari de Barcelona, com és el cas de «Sentimientos obsequiosos de Madama Abelló, en aplauso del fúnebre canto, que compuso la hábil poetisa a su amado y difunto Pajarito», publicat en aquest diari el 19 de gener de 1799. Madama Abelló apareix citada sota aquests mateixos termes al Catálogo de autores del siglo XVIII, de Leandro Fernández de Moratín.